# Puchar Niemiec w piłce nożnej (1980/1981)
Puchar Niemiec w piłce nożnej mężczyzn 1980/1981 – 38. edycja rozgrywek mających na celu wyłonienie zdobywcy Pucharu Niemiec, który uzyskał tym samym prawo gry w Pucharze Zdobywców Pucharów (1981/1982). Tym razem trofeum wywalczył Eintracht Frankfurt. Finał został rozegrany na Neckarstadion w Stuttgarcie.

## Plan rozgrywek
Rozgrywki szczebla centralnego składały się z 6 części:
- Runda 1: 27 sierpnia–24 września 1980
- Runda 2: 3 października–5 listopada 1980
- Runda 3: 22 listopada 1980–20 grudnia 1980
- Runda 4: 31 stycznia–10 lutego 1981
- Ćwierćfinał: 28 lutego 1981
- Półfinał: 4 kwietnia 1981
- Finał: 2 maja 1981 na Neckarstadion w Stuttgarcie

## Pierwsza runda
Mecze rozegrano od 27 sierpnia do 24 września 1980 roku.
| Drużyna 1                 | Wynik      | Drużyna 2                      |
| ------------------------- | ---------- | ------------------------------ |
| Bayern Monachium          | 2:0        | Arminia Bielefeld              |
| VfB Stuttgart (amatorzy)  | 2:5 (dog.) | Borussia Dortmund              |
| Hannover 96               | 8:1        | Borussia Hannover              |
| MSV Duisburg              | 9:0        | Wacker 04 Berlin               |
| Concordia Hamburg         | 2:2 (dog.) | Hammer SpVg                    |
| SV Darmstadt 98           | 10:0       | FSV Hemmersdorf                |
| FV Lauda                  | 1:2 (dog.) | VfB Oldenburg                  |
| RSV Würges                | 2:0        | FC Ottering                    |
| FC Schalke 04             | 2:5        | Bayer Uerdingen                |
| Hamburger SV              | 11:1       | Wormatia Worms                 |
| VfB Stuttgart             | 4:0        | Fortuna Köln                   |
| Borussia Mönchengladbach  | 7:3        | OSV Hannover                   |
| VfB Gaggenau              | 0:3        | Eintracht Frankfurt            |
| SpVgg Emsdetten 05        | 0:6        | 1. FC Köln                     |
| FC Viersen                | 2:2 (dog.) | Karlsruher SC                  |
| Bramfelder SV             | 2:8        | Bayer 04 Leverkusen            |
| VfL Bochum                | 4:1        | SV Wilhelmshaven               |
| Eintracht Trewir          | 0:1        | Fortuna Düsseldorf             |
| Hertha BSC                | 3:1        | Holstein Kilonia               |
| Werder Brema              | 6:3 (dog.) | Viktoria Köln                  |
| Alemannia Aachen          | 3:0        | VfB Eppingen                   |
| Rot-Weiss Essen           | 7:2        | VfR Neuss                      |
| Blau-Weiss Niederembt     | 1:4 (dog.) | Preußen Münster                |
| FSV Frankfurt             | 3:1        | SV Röchling Völklingen         |
| SC Herford                | 3:0        | Eintracht Nordhorn             |
| Eintracht Brunszwik       | 4:1        | SC Fürstenfeldbruck            |
| SC Freiburg               | 4:2        | Bremer SV                      |
| FC Homburg                | 3:0        | SG Limburgerhof                |
| TuS Neuendorf             | 3:4 (dog.) | SG Egelsbach                   |
| VfL Klafeld-Geisweid 08   | 1:2        | Rot-Weiss Frankfurt            |
| Rot-Weiss Niebüll         | 3:2        | Eintracht Brunszwik (amatorzy) |
| Bünder SV                 | 2:0        | Südwest Ludwigshafen           |
| TuS 08 Langerwehe         | 5:0        | SV Rot                         |
| SpVgg Ansbach 09          | 1:0        | FSV Pfaffenhofen/Ilm           |
| TSV Gersthofen            | 0:1        | OSC Bremerhaven                |
| FK Pirmasens              | 0:8        | TSV 1860 Monachium             |
| Borussia Neunkirchen      | 1:1 (dog.) | SpVgg Bayreuth                 |
| TSV Plön                  | 0:3        | 1. FC Saarbrücken              |
| Arminia Hanower           | 2:1        | SpVgg Erkenschwick             |
| Moselfeuer Lehmen         | 1:15       | Kickers Offenbach              |
| Eisbachtaler Sportfreunde | 1:3        | SG Wattenscheid 09             |
| SV Buchonia Flieden       | 1:4        | ESV Ingolstadt                 |
| VfB 03 Bielefeld          | 1:3        | VfB Friedrichshafen            |
| SpVgg Fürth               | 1:1 (dog.) | 1. FC Nürnberg                 |
| VfR Heilbronn             | 0:3        | 1. FC Kaiserslautern           |
| TSV Pliezhausen           | 0:3        | SSV Ulm 1846                   |
| DSC Wanne-Eickel          | 1:3        | SpVg Frechen 20                |
| Würzburger Kickers        | 2:1 (dog.) | TSV Hirschaid                  |
| Waldhof Mannheim          | 8:0        | FSV Harburg                    |
| FC Augsburg               | 2:0        | Wuppertaler SV                 |
| Schwarz-Weiss Essen       | 6:0        | FC Neureut 08                  |
| ASV Burglengenfeld        | 2:3        | VfB Wissen                     |
| Rot-Weiss Oberhausen      | 1:0        | Offenburger FV                 |
| TuS Celle                 | 0:0 (dog.) | Union Solingen                 |
| TSV Röttenbach            | 2:4        | Hessen Kassel                  |
| Freiburger FC             | 3:1        | VfB Bottrop                    |
| ASC Dudweiler             | 0:1        | FV Würzburg 04                 |
| Blumenthaler SV           | 0:2        | SC Pfullendorf                 |
| Atlas Delmenhorst         | 6:2        | Blau-Weiß Wesselburen          |
| Siegburger SV 04          | 2:1        | BFC Preussen                   |
| VfL Osnabrück             | 2:0 (dog.) | Tennis Borussia Berlin         |
| Stuttgarter Kickers       | 2:0        | Rot-Weiss Lüdenscheid          |
| 1. FSV Mainz 05           | 3:2        | MTV Ingolstadt                 |
| VfR OLI Bürstadt          | 4:1 (dog.) | SSV Dillenburg                 |

### Mecze powtórzone
| Drużyna 1      | Wynik | Drużyna 2            |
| -------------- | ----- | -------------------- |
| SpVgg Bayreuth | 2:1   | Borussia Neunkirchen |
| Union Solingen | 5:0   | TuS Celle            |
| Hammer SpVg    | 3:2   | Concordia Hamburg    |
| Karlsruher SC  | 2:1   | FC Viersen           |
| 1. FC Nürnberg | 3:0   | SpVgg Fürth          |

## Druga runda
Mecze rozegrano od 3 października do 5 listopada 1980 roku.
| Drużyna 1             | Wynik      | Drużyna 2                |
| --------------------- | ---------- | ------------------------ |
| Bayer Uerdingen       | 4:1        | SG Wattenscheid 09       |
| Hannover 96           | 5:5 (dog.) | Werder Brema             |
| Eintracht Brunszwik   | 3:1        | Preußen Münster          |
| Hertha BSC            | 4:1        | Würzburger FV            |
| VfL Bochum            | 5:1        | Rot-Weiss Essen          |
| Kickers Offenbach     | 5:2        | Bayer 04 Leverkusen      |
| TSV Rot-Weiss Niebüll | 0:4        | Schwarz-Weiss Essen      |
| SpVgg Bayreuth        | 1:3        | VfB Stuttgart            |
| Würzburger Kickers    | 0:2        | Fortuna Düsseldorf       |
| TuS 08 Langerwehe     | 1:7        | Borussia Mönchengladbach |
| FC Homburg            | 0:1        | VfB Oldenburg            |
| SV Darmstadt 98       | 4:1        | VfR OLI Bürstadt         |
| SSV Ulm 1846          | 1:0        | SC Herford               |
| OSC Bremerhaven       | 0:2        | RSV Würges               |
| Bünder SV             | 3:1        | SpVg Frechen 20          |
| Borussia Dortmund     | 3:1        | TSV 1860 Monachium       |
| 1. FC Köln            | 1:1 (dog.) | SC Freiburg              |
| Bayern Monachium      | 4:2        | Waldhof Mannheim         |
| Karlsruher SC         | 1:1 (dog.) | Alemannia Aachen         |
| Eintracht Frankfurt   | 6:0        | VfB Friedrichshafen      |
| 1. FC Saarbrücken     | 2:2 (dog.) | Freiburger FC            |
| Stuttgarter Kickers   | 13:0       | SpVgg Ansbach 09         |
| Union Solingen        | 1:2        | Rot-Weiss Frankfurt      |
| FC Augsburg           | 2:0        | 1. FSV Mainz 05          |
| VfB Wissen            | 1:7        | VfL Osnabrück            |
| SC Pfullendorf        | 0:1        | Siegburger SV 04         |
| Hessen Kassel         | 4:0        | Hammer SpVg              |
| ESV Ingolstadt        | 1:3        | 1. FC Nürnberg           |
| FSV Frankfurt         | 2:0        | MSV Duisburg             |
| Arminia Hanower       | 3:7        | Hamburger SV             |
| SG Egelsbach          | 1:3        | 1. FC Kaiserslautern     |
| Atlas Delmenhorst     | 1:0        | Rot-Weiss Oberhausen     |

### Mecze powtórzone
| Drużyna 1        | Wynik | Drużyna 2         |
| ---------------- | ----- | ----------------- |
| Werder Brema     | 1:0   | Hannover 96       |
| SC Freiburg      | 3:1   | 1. FC Köln        |
| Alemannia Aachen | 1:0   | Karlsruher SC     |
| Freiburger FC    | 3:1   | 1. FC Saarbrücken |

## Trzecia runda
Mecze rozegrano od 22 listopada do 20 grudnia 1980 roku.
| Drużyna 1            | Wynik      | Drużyna 2                |
| -------------------- | ---------- | ------------------------ |
| Siegburger SV 04     | 1:2 (dog.) | VfB Oldenburg            |
| Bünder SV            | 1:7        | Borussia Mönchengladbach |
| RSV Würges           | 0:1        | VfL Osnabrück            |
| Schwarz-Weiss Essen  | 1:2        | Bayer Uerdingen          |
| SC Freiburg          | 2:1 (dog.) | Hessen Kassel            |
| FC Augsburg          | 1:3        | Werder Brema             |
| 1. FC Kaiserslautern | 2:1        | Bayern Monachium         |
| VfB Stuttgart        | 2:0        | 1. FC Nürnberg           |
| Fortuna Düsseldorf   | 3:0        | Borussia Dortmund        |
| Eintracht Frankfurt  | 3:0        | SSV Ulm 1846             |
| Eintracht Brunszwik  | 3:2        | Stuttgarter Kickers      |
| Hertha BSC           | 4:1        | SV Darmstadt 98          |
| Alemannia Aachen     | 5:2        | Freiburger FC            |
| Hamburger SV         | 11:0       | Rot-Weiss Frankfurt      |
| Kickers Offenbach    | 1:1 (dog.) | Atlas Delmenhorst        |
| FSV Frankfurt        | 1:2        | VfL Bochum               |

### Mecze powtórzone
| Drużyna 1         | Wynik | Drużyna 2         |
| ----------------- | ----- | ----------------- |
| Atlas Delmenhorst | 2:1   | Kickers Offenbach |

## Czwarta runda
Mecze rozegrano od 31 stycznia do 10 lutego 1981 roku.
| Drużyna 1                | Wynik | Drużyna 2           |
| ------------------------ | ----- | ------------------- |
| VfB Oldenburg            | 4:5   | Eintracht Frankfurt |
| Hamburger SV             | 4:1   | VfL Bochum          |
| Fortuna Düsseldorf       | 2:0   | Werder Brema        |
| VfL Osnabrück            | 1:3   | VfB Stuttgart       |
| Borussia Mönchengladbach | 6:1   | Atlas Delmenhorst   |
| Eintracht Brunszwik      | 1:0   | SC Freiburg         |
| Hertha BSC               | 5:1   | Bayer Uerdingen     |
| 1. FC Kaiserslautern     | 3:0   | Alemannia Aachen    |

## Ćwierćfinały
Mecze rozegrano 28 lutego 1981 roku.
| Drużyna 1            | Wynik      | Drużyna 2                |
| -------------------- | ---------- | ------------------------ |
| Hertha BSC           | 2:1        | Fortuna Düsseldorf       |
| Eintracht Brunszwik  | 4:3 (dog.) | Hamburger SV             |
| 1. FC Kaiserslautern | 3:1        | Borussia Mönchengladbach |
| Eintracht Frankfurt  | 2:1        | VfB Stuttgart            |

## Półfinały
Mecze rozegrano 4 kwietnia 1981 roku.
| Drużyna 1            | Wynik | Drużyna 2           |
| -------------------- | ----- | ------------------- |
| Eintracht Frankfurt  | 1:0   | Hertha BSC          |
| 1. FC Kaiserslautern | 3:2   | Eintracht Brunszwik |

## Finał
| 2 maja 1981 16:00 CEST | Eintracht Frankfurt · Neuberger 38' · Borchers 40' · Cha 64' | 3:12:0Raport | 1. FC Kaiserslautern · 90' Geye | Neckarstadion, Stuttgart Widzów: 71 000 Sędzia: Horst Joos (Stuttgart) |
|                        |                                                              |              |                                 |                                                                        |

| EINTRACHT FRANKFURT: |         |                   |           |
|                      |         |                   |           |
| BR                   |         | Jürgen Pahl       |           |
| OB                   |         | Bruno Pezzey      |           |
| OB                   |         | Michael Sziedat   |           |
| OB                   |         | Karl-Heinz Körbel |           |
| OB                   |         | Willi Neuberger   |           |
| PO                   |         | Werner Lorant     |           |
| PO                   |         | Ronald Borchers   |           |
| PO                   |         | Norbert Nachtweih |           |
| PO                   |         | Bernd Nickel      |           |
| NA                   |         | Bernd Hölzenbein  |           |
| NA                   |         | Cha Bum-Kun       |           |
| Zmiany:              | Zmiany: | Zmiany:           | Bez zmian |
| Trener:              |         |                   |           |
| Lothar Buchmann      |         |                   |           |

| FC KAISERSLAUTERN:  |         |                    |           |
|                     |         |                    |           |
| BR                  |         | Ronnie Hellström   |           |
| OB                  |         | Hans-Günter Neues  |           |
| OB                  |         | Wolfgang Wolf      |           |
| OB                  |         | Michael Dusek      |           |
| OB                  |         | Hans-Peter Briegel |           |
| PO                  |         | Werner Melzer      |           |
| PO                  |         | Friedhelm Funkel   |           |
| PO                  |         | Hannes Bongartz    |           |
| NA                  |         | Reiner Geye        |           |
| NA                  |         | Benny Wendt        |           |
| NA                  |         | Erhard Hofeditz    |           |
| Zmiany:             | Zmiany: | Zmiany:            | Bez zmian |
| Trener:             |         |                    |           |
| Karl-Heinz Feldkamp |         |                    |           |

| Puchar Niemiec w piłce nożnej 1980–1981 Zwycięzcy |
| ------------------------------------------------- |
| Eintracht Frankfurt 3. Tytuł                      |